# Bergamasque (danse)
Pour les articles homonymes, voir Bergamasque.

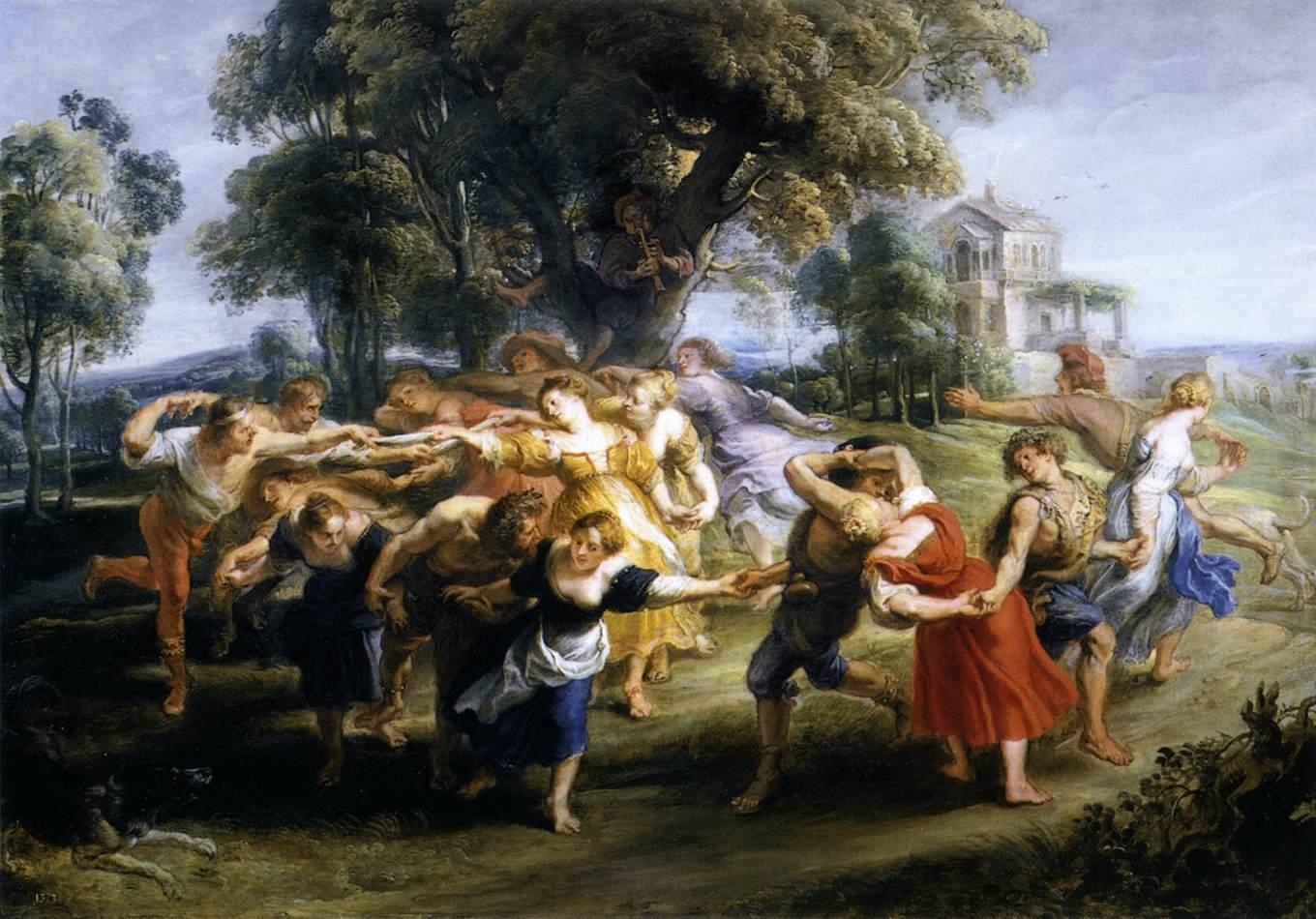
Bergamasque

La bergamasque (en italien : bergamasca ou bergamasco) désigne à l'origine, une chanson à danser traditionnelle paysanne, de la région de Bergame dans le nord de l'Italie.

## Caractéristiques
La bergamasque, vive et sautillante se dansait, jusqu'au XVIIe siècle, les hommes et les femmes formant un cercle.
La mesure binaire est à 
 ou 
, souvent traitée en variations. Cette dernière caractéristique la fait classer par certains musicologues en tant que danse sur une basse obstinée, comme une chaconne, avec un schéma harmonique I-IV-V-I pour l’accompagnement. La Romanesca est une forme analogue à la bergamasque.
Au XIXe siècle la bergamasque se rapproche de la tarentelle, et devient une danse rapide, accentuée sur le deuxième temps, dans une mesure à 
,.

## Histoire
Le mot apparaît depuis le début du XVIe siècle, attesté avec le troisième livre de luth de Giacomo Gorzanis (1564) et en tant que danse chantée à quatre voix, dans le troisième livre de Villotte dito il Bergamasco (1569) de Filippo Azzaiolo. Elle est souvent utilisée dans la commedia dell'arte : Arlequin, caractérisé par un esprit fin et rusé, également bergamasque par sa naissance. La danse témoigne des mêmes qualités. William Shakespeare termine Le Songe d'une nuit d'été sur cette danse, précisant qu'il s'agit d'une danse de paysans.
À la fin du XVIe siècle, elle devient instrumentale se développant dans toute l'Italie. Parmi les compositeurs de bergamasques du XVIIe siècle, figurent entre autres Lodovico Grossi da Viadana, Salomone Rossi (Quarto libro de varie sonate, 1622), Marco Uccellini (Aria quinta sopra la Bergamasca, 1642), Gasparo Zanetti, Samuel Scheidt, Dietrich Buxtehude et Giovanni Battista Vitali.
Des compositeurs comme Girolamo Frescobaldi (dans les Fiori musicali (1635)) ou Giovanni Battista Fasolo (1645) quittent le modèle de la simple danse et créent des bergamasques en utilisant un contrepoint complexe. En France, on la trouve dans le Thesaurus harmonicus (1603) de Jean-Baptiste Besard. En Angleterre elle apparaît dans le Cittarn School (1597) d'Anthony Holborne et les New Citharen Lessons (1609) de Thomas Robinson. Elle se propage également en Allemagne.
Elle est parfois associée à la chaconne et à la passacaille dans la suite de danses baroque, et figure dans le quodlibet des Variations Goldberg de Jean-Sébastien Bach.
Les exemples du XIXe siècle ne se réfèrent plus à la danse, mais plutôt à la ville de Bergame, comme les œuvres de Robert Schumann (Carnaval de Vienne, 1839), Felix Mendelssohn (Le Songe d'une nuit d'été, 1843). Gabriel Fauré (Suite d'orchestre Masques et Bergamasques) et Claude Debussy (Suite bergamasque, 1905) s'inspirent de la consonance de quelques vers extraits de Clair de lune de Paul Verlaine,.
« ... Que vont charmant masques et bergamasques

Jouant du luth et dansant et quasi

Tristes sous leurs déguisements fantasques... »